# 乌龙沟乡
乌龙沟乡，是中华人民共和国河北省保定市涞源县下辖的一个乡镇级行政单位。

## 行政区划
乌龙沟乡下辖以下地区：
乌龙沟村、煤窑村、马台村、北赵庄村、邓庄村、小庄村、大庄村、后庄村和柱角石村。